# 販売
販売（はんばい）は、商品を顧客に売る（所有権を移転する）行為を指す。
販売を主たる事業として行っている業態を販売業と呼び、販売を行う業者を販売業者と呼ぶ。
発売（はつばい）は、新しい商品の販売活動を開始する際によく使われる。類義であるが、「発売」と「販売」が別記される場合は、発売には製造なども含んだ意味になっていることがある。しかし「製造」と「発売」の場合は発売のほうに流通販売の意味があったり、そのほかにも「発売」と「製造販売」など、様々な例があり一概には言えない。販売等商業に関する学術団体については、1951年4月21日、日本商業学会が慶應義塾大学教授向井鹿松を初代会長として設立された。

## 販売の形態
店舗販売
固定店舗による販売
催事販売
移動販売
推奨販売
無店舗販売
実演販売
通信販売
訪問販売
電話勧誘販売
連鎖販売取引
行商
特殊商品販売
委託販売
試用販売
割賦販売
予約販売
未着品販売

## 販売業者の形態
- 百貨店（デパート）
- 量販店
- コンビニエンスストア
- スーパーマーケット
- ディスカウントストア
- 専門店
- 個人商店